# Lamento (Knajfel)
Lamento voor cello solo is een compositie van de Rus Aleksandr Knajfel. Het werk is geschreven met waarschijnlijk Mstislav Rostropovitsj in het hoofd als uitvoerende.
De muziek van dit eendelig werk begint met flinke uithalen op het instrument, een (waarschijnlijk) rudiment uit zijn avant-garde-tijd; de componist studeerde nog terwijl hij dit werk schreef. Daarna is het tijd voor lange rusten, uiterst trage “melodielijnen” en een zeer vet en dan weer ijl timbre. Daarbij wordt het hoge register van de cello niet geschuwd, waardoor in de pianissisimopassages de muziek bijna niet boven de stilte uitkomt. Aan het eind moet de solist mee neuriën met gesloten mond in hetzelfde register als de cello.

## Discografie
- ECM Records: Ivan Monighetti (cellist); de opnamen zijn gemaakt in de Sint Catharina Lutherse Kerk te Sint-Petersburg in maart 2006. De componist was aanwezig bij de opnamen (hij woont in Sint Petersburg); Monighetti was laatste leerling van Rostropovitsj. Het platenlabel raadde aan de muziek met hoofdtelefoon af te luisteren.

## Bron
- de compact disc van ECM
- ECM-blad